# Babacar M’Bengue
Babacar M’Bengue (* 29. Oktober 1991 in Düsseldorf) ist ein deutscher Fußballspieler senegalesischer Herkunft.

## Sportliche Karriere
Der Innenverteidiger M’Bengue spielte seit Sommer 2013 in der ersten Mannschaft des MSV Duisburg in der 3. Fußball-Liga. Zuvor hatte er in der zweiten Mannschaft gespielt und war 2012 von Fortuna Düsseldorf nach Duisburg gewechselt. Sein Debüt in der 3. Liga feierte M’Bengue am 14. Spieltag der Saison 2013/14 im Spiel gegen den VfB Stuttgart II, als er in der 90. Spielminute eingewechselt wurde. 2015 gelang der Aufstieg in die 2. Bundesliga, an dem er allerdings nicht direkt beteiligt war. Im Vorfeld der Spielzeit 2015/16 unterschrieb er beim SC Wiedenbrück in der viertklassigen Regionalliga. Nach einem Jahr unterschrieb er im Mai 2016 einen Einjahresvertrag bei seinem Jugendklub Wuppertaler SV. Danach verließ er den Verein und schloss sich dem Schweizer Amateurklub AS Calcio Kreuzlingen an. Im Januar 2019 verpflichtete Regionalligist SV Straelen M’Bengue. Zur Saison 2019/20 wechselte er zum Bonner SC.
Nachdem er die Saison 2020/21 beim Düsseldorfer Bezirksligisten TSV Eller 04 verbracht hatte, kehrte er zur Saison 2021/22 in die Regionalliga West zurück und schloss sich dem VfB Homberg an. Am 6. November 2021 zog er sich beim Aufwärmen für das Homberger Auswärtsspiel bei Rot-Weiß Oberhausen einen Kreuzbandriss zu. Zur Saison 2022/23 wechselte M´Bengue zum Mitabsteiger KFC Uerdingen 05 in die Oberliga Niederrhein, im Sommer 2023 verließ er die Krefelder mit unbekanntem Ziel, Anfang August 2023 wurde er als neuer Spieler der Sportfreunde Baumberg vorgestellt.

## Privates
M’Bengue ist der Halbbruder von Mohammed Lartey.